# Michele VIII Paleologo e l'adorazione dell'Arcangelo Michele

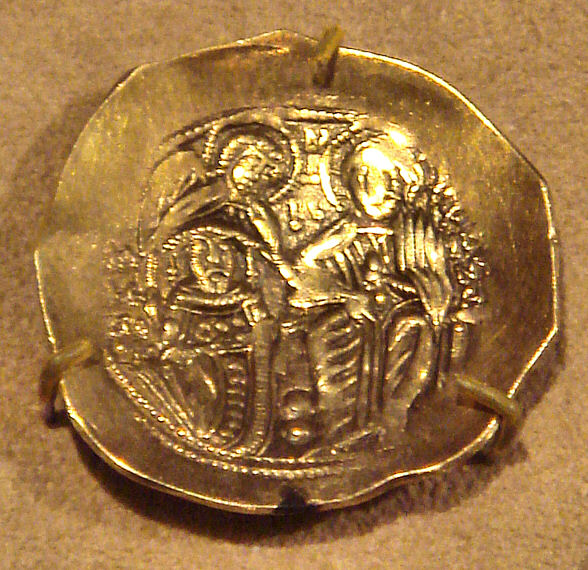
Hyperpyron di Michele VIII Paleologo, rappresentato in ginocchio sulla sinistra della moneta; sulla destra vi è Cristo in trono e la terza figura, che si trova sulla destra, è l'Arcangelo Michele.

Michele VIII Paleologo e l'adorazione dell'Arcangelo Michele era una statua bronzea perduta dell'arte bizantina, fusa tra il 1261 e il 1270 a Costantinopoli.

## Contesto storico
Quando Alessio Strategopulo conquistò Costantinopoli nel 1261, l'imperatore Michele VIII Paleologo, restaurò Costantinopoli come capitale dell'impero bizantino. Ben presto egli si accorse di quanto era andata in rovina la città, dopo la conquista crociata, i palazzi più prestigiosi della capitale erano in rovina, e le chiese erano state depredate e spogliate degli oggetti preziosi che possedevano, per questo Michele si fece promotore d'arte, per così riportare alla vecchia gloria la capitale bizantina.

## Descrizione dell'opera
Sappiamo da quanto ci dice lo scrittore bizantino Pachymere, che il basileus Michele, fece costruire una sua statua di bronzo che lo raffigurava inginocchiato davanti all'Arcangelo Michele. Sfortunatamente l'opera scultorea è andata perduta con la caduta di Costantinopoli del 1453, per mano ottomana. Ma possiamo avere un'idea di com'era grazie al Pachymere, che ci dice che la statua raffigurava l'imperatore in ginocchio davanti all'Arcangelo Michele, come negli hyperpyron d'oro, che Michele aveva fatto coniare dopo la riconquista di Costantinopoli, solo che nelle monete Michele invece di essere inginocchiato davanti all'Arcangelo Michele era inginocchiato davanti a Cristo.